# Gakpé
Gakpé är en ort i Benin. Den ligger i den södra delen av landet, 50 km väster om huvudstaden Porto-Novo. Gakpé ligger 20 meter över havet och antalet invånare är 4 776. Den ligger vid sjön Lagune Toho.
Terrängen runt Gakpé är platt. Runt Gakpé är det tätbefolkat, med 319 invånare per kvadratkilometer.. Närmaste större samhälle är Ouidah, 8,7 km sydväst om Gakpé.
Omgivningarna runt Gakpé är en mosaik av jordbruksmark och naturlig växtlighet.